# Ā̌
Ā̌ (minuscule : ā̌), appelé A macron caron, est une lettre latine utilisée dans l’écriture du kaska.
Il s’agit de la lettre A diacritée d’un macron et d’un caron.

## Représentations informatiques
Le A macron caron peut être représenté avec les caractères Unicode suivants : 
- décomposé et normalisé NFC (latin étendu A, diacritiques) :

| formes    | représentations | chaînes de caractères | points de code | descriptions                                       |
| --------- | --------------- | --------------------- | -------------- | -------------------------------------------------- |
| capitale  | Ā̌               | Ā◌̌                    | U+0100 U+030C  | lettre majuscule latine a macron diacritique caron |
| minuscule | ā̌               | ā◌̌                    | U+0101 U+030C  | lettre minuscule latine a macron diacritique caron |

- décomposé et normalisé NFD (latin de base, diacritiques) :

| formes    | représentations | chaînes de caractères | points de code       | descriptions                                                   |
| --------- | --------------- | --------------------- | -------------------- | -------------------------------------------------------------- |
| capitale  | Ā̌               | A◌̄◌̌                   | U+0041 U+0304 U+030C | lettre majuscule latine a diacritique macron diacritique caron |
| minuscule | ā̌               | a◌̄◌̌                   | U+0061 U+0304 U+030C | lettre minuscule latine a diacritique macron diacritique caron |

## Sources
- Kaska, Yukon Native Language Centre.